# Молинела (Фођа)
Молинела (итал. Molinella) је насеље у Италији у округу Фођа, региону Апулија.
Према процени из 2011. у насељу је живело 61 становника. Насеље се налази на надморској висини од 1 м.